# Lenguas kwomtari-fas
Las lenguas kwomtari-fas o kwomtari-baibai formarían una familia lingüística propuesta, formada por seis lenguas habladas en la provincia de Sandaun en el norte de Papúa Nueva Guinea, cerca de la frontera con Indonesia.

## Clasificación
La agrupación kwomtari-fas fue propuesta originalmente por Loving y Bass (1964). La clasificación siguiente se basa en esta propuesta, con la añadidura del pyu y el guriaso, incluidas por Laycock (1975) y Baron (1983) dentro del grupo, las lenguas kwomtari-fas se dividirían en tres grupos:
- Kwomtari
  - Kwomtari–Nas: Kwomtari, Nai (Biaka)
  - Guriaso
- Fas: Fas, Baibai.
- Pyu (rama aislada)

Laycock (1973; 1975) agrupó estas lenguas de manera diferente, colocando el grupo kwomtari y el grupo fas en una "familia kwomtari" mientras que el baibai y el nai (biaka) los colocó en una "familia baibai", llamando al grupo "Kwomtari–Baibai". Fue también  Laycock quien añadió el pyu al grupo, aunque admitió que esto último era bastante tenativo.
Sin embargo, Baron (1983) aprecia que la reclasificación de Laycock se debería a un error de alineación en los datos comparativos publicados por Loving y Bass. Sus notas de campo apoyan la clasificación original: estos autores encuentran que la lista de Swadesh del kwomtari tienen un 45% de cognados comunes con el biaka (nai), mientras que el baibai tiene solo un 3% de cogandos con el biaka, por lo que no pueden ser asignados al mismo subgrupo. Compárese el siguiente léxico:
| GLOSA    | Fas-Baibai | Fas-Baibai | Kwomtari-Nai-Guriaso | Kwomtari-Nai-Guriaso | Kwomtari-Nai-Guriaso |
| GLOSA    | Fas        | Baibai     | Kwomtari             | Biaka                | Guriaso              |
| -------- | ---------- | ---------- | -------------------- | -------------------- | -------------------- |
| 'hombre' | jimɛ(ni̥)   | jimɛni     | lofwai               | doβwai               | aməɾim               |
| 'mujer'  | mo         | moŋo       | inali                | inali                | ajti                 |
| 'nariz'  | səʙte      | səmɔni     | tipu                 | tɔpokɾi              | apədu                |
| 'ojo'    | kɔj        | koɾə       | (w)u                 | wo                   | mukatu               |